# Spermacoce ledermannii
Spermacoce ledermannii là một loài thực vật có hoa trong họ Thiến thảo. Loài này được (K.Krause) Govaerts miêu tả khoa học đầu tiên năm 1996.